# Sopište
Sopište (Macedonisch: Сопиште;Albanees;Sopishtë) is een gemeente in Noord-Macedonië.
Sopište telt 5656 inwoners (2002). De oppervlakte bedraagt 222,1 km², de bevolkingsdichtheid is 25,5 inwoners per km².